# Cyclophora dataria
Cyclophora dataria ist ein Schmetterling aus der Familie der Spanner (Geometridae). Er kommt in Nordamerika, zwischen British Columbia und Kalifornien, östlich bis nach Arizona und Montana vor. Er lebt vor allem in Laubmischwäldern mit verschiedenen Eichenarten.

## Merkmale
Die Falter erreichen eine Flügelspannweite von 23 bis 25 Millimetern. Sie haben eine hellgelb-graue bis rötlich-graue Flügelgrundfärbung, wobei beide Flügelpaare mit zahlreichen großen und kleinen, braunen, violett schimmernden Flecken bedeckt sind, die größtenteils in mehreren lückigen Querbinden angeordnet sind. Die Anzahl und Ausdehnung dieser Flecken variiert. Die Flügelunterseiten sind ebenfalls gefleckt.
Die Raupen werden ca. 25 Millimeter lang. Ihre Farbe variiert von dunkelbraun bis grau.

## Lebensweise
Die ausgewachsenen Tiere fliegen im späten Frühling und Sommer. Die Raupen ernähren sich von Eichenblättern. Sie sind vor allem im Juli und August anzutreffen.

## Synonyme
- Acidalia dataria Hulst, 1887
- Cosymbia microps Prout, 1936
- Cosymbia piazzaria Wright, 1924